# HISTOIRE
『HISTOIRE』（イストワール）は、岡村孝子初のベスト・アルバム。1994年11月23日発売。発売元はファンハウス（現・ソニー・ミュージックレーベルズ）。

## 解説
初のシングル・コレクションとして発売。本アルバムを発売した時点で発表されていたシングル全22タイトルから14曲を最新からデビューの遡る順で収録。当時、雑誌などに宣伝広告が掲載されており、現在も公式ディスコグラフィに記載されているため、公認アルバムの形をとられている。このアルバムを契機に翌1995年、非公式ベスト盤が多数発売された。

## 収録曲
作詞・作曲：岡村孝子（M-12のみ作詞 来生えつこ・作曲来生たかお）
編曲：海老原真二 M-1・2、清水信之 M-3・5、萩田光雄 M-4・8・10・13・14、田代修二 M-6・7・9・11、船山基紀 M-12
1. ヒロイン 〜あの日の涙を忘れない〜（4:20）
2. 山あり 谷あり（5:07）
3. 無敵のキャリア・ガール（5:46）
4. 笑顔にはかなわない（5:05）
5. ミストラル 〜季節風〜（5:00）
6. 心の草原（5:12）
7. クリスマスの夜（5:05）
8. TODAY（5:28）
9. Believe（5:00）
10. 電車（5:24）
11. 夢をあきらめないで（4:42）
12. はぐれそうな天使（4:07）
13. 今日も眠れない（4:20）
14. 風は海から（4:41）

## 関連作品
- ベスト盤『DO MY BEST』
- ベスト盤『TOY BOX』
- 非公式ベスト盤『夢をあきらめないで』
- 非公式ベスト盤『夢見る頃を過ぎても』
- 非公式ベスト盤『岡村孝子ベスト SUPER BEST 2000』